# Луцій Аквілій Корв
Лу́цій Акві́лій Корв (лат. Lucius Aquillius Corvus;  ? — після 388 до н. е.) — політичний та військовий діяч Римської республіки. Військовий трибун з консульською владою (консулярний трибун) 388 року до н. е.

## Життєпис
Походив з патриціанської частини роду Аквіліїв. Про батьків та молоді роки Луція Корва немає відомостей. 
У 388 році до н. е. його обрали військовим трибуном з консульською владою разом з Квінтом Сервілієм Фідетаном, Луцієм Юлієм Юлом, Тітом Квінкцієм Цинціннатом Капітоліном, Луцієм Лукрецієм Триципітаном Флавом, Сервієм Сульпіцієм Руфом. На цій посаді воював проти етрусків та еквів. Водночас протистояв прийняттю аграрних законів на користь плебеїв, відстоюючи інтереси патриціїв. Подальша доля його невідома.